# Ceny ATP
Ceny ATP Tour (anglicky ATP Awards) jsou každoročně udělovaná ocenění pro nejlepší hráče na okruhu Asociace tenisových profesionálů – ATP Tour, nejvyšší úrovně mužského světového tenisu. Hráči jsou hodnoceni na základě dosažených výsledků v uplynulé sezóně, včetně výkonů na Grand Slamu a Turnaji mistrů.
Premiérové vyhlášení hráče s největším zlepšením proběhlo v roce 1973. Od sezóny 1975 je vyhlašován nejlepší tenista ve dvouhře a od roku 1987 pak nejlepší deblový pár.

## Hráč a pár roku
- Hráčem roku se stává konečná světová jednička na žebříčku ATP ve dvouhře.[2] Před vznikem okruhu ATP Tour v roce 1990 tomu tak vždy nebylo, když v letech 1975, 1976, 1977, 1978, 1982 a 1989 došlo k vyhlášení jiného tenisty, než konečné světové jedničky podle bodů žebříčku ATP. V daných sezónách na prvním místě skončili Jimmy Connors (1975–1978), John McEnroe (1982) a Ivan Lendl (1989).
- Párem roku se stává nejvýše postavená dvojice deblistů na konečném žebříčku ATP ve čtyřhře.

| Hráč roku | Hráč roku          | Hráč roku          |
| Rok       | tenista            | stát               |
| --------- | ------------------ | ------------------ |
| 1975      | Arthur Ashe        | Spojené státy      |
| 1976      | Björn Borg         | Švédsko            |
| 1977      | Björn Borg (2)     | Švédsko            |
| 1978      | Björn Borg (3)     | Švédsko            |
| 1979      | Björn Borg (4)     | Švédsko            |
| 1980      | Björn Borg (5)     | Švédsko            |
| 1981      | John McEnroe       | Spojené státy      |
| 1982      | Jimmy Connors      | Spojené státy      |
| 1983      | John McEnroe (2)   | Spojené státy      |
| 1984      | John McEnroe (3)   | Spojené státy      |
| 1985      | Ivan Lendl         | Československo     |
| 1986      | Ivan Lendl (2)     | Československo     |
| 1987      | Ivan Lendl (3)     | Československo     |
| 1988      | Mats Wilander      | Švédsko            |
| 1989      | Boris Becker       | Západní Německo    |
| 1990      | Stefan Edberg      | Švédsko            |
| 1991      | Stefan Edberg (2)  | Švédsko            |
| 1992      | Jim Courier        | Spojené státy      |
| 1993      | Pete Sampras       | Spojené státy      |
| 1994      | Pete Sampras (2)   | Spojené státy      |
| 1995      | Pete Sampras (3)   | Spojené státy      |
| 1996      | Pete Sampras (4)   | Spojené státy      |
| 1997      | Pete Sampras (5)   | Spojené státy      |
| 1998      | Pete Sampras (6)   | Spojené státy      |
| 1999      | Andre Agassi       | Spojené státy      |
| 2000      | Gustavo Kuerten    | Brazílie           |
| 2001      | Lleyton Hewitt     | Austrálie          |
| 2002      | Lleyton Hewitt (2) | Austrálie          |
| 2003      | Andy Roddick       | Spojené státy      |
| 2004      | Roger Federer      | Švýcarsko          |
| 2005      | Roger Federer (2)  | Švýcarsko          |
| 2006      | Roger Federer (3)  | Švýcarsko          |
| 2007      | Roger Federer (4)  | Švýcarsko          |
| 2008      | Rafael Nadal       | Španělsko          |
| 2009      | Roger Federer (5)  | Švýcarsko          |
| 2010      | Rafael Nadal (2)   | Španělsko          |
| 2011      | Novak Djoković     | Srbsko             |
| 2012      | Novak Djoković (2) | Srbsko             |
| 2013      | Rafael Nadal (3)   | Španělsko          |
| 2014      | Novak Djoković (3) | Srbsko             |
| 2015      | Novak Djoković (4) | Srbsko             |
| 2016      | Andy Murray        | Spojené království |
| 2017      | Rafael Nadal (4)   | Španělsko          |
| 2018      | Novak Djoković (5) | Srbsko             |
| 2019      | Rafael Nadal (5)   | Španělsko          |
| 2020      | Novak Djoković (6) | Srbsko             |
| 2021      | Novak Djoković (7) | Srbsko             |
| 2022      | Carlos Alcaraz     | Španělsko          |
| 2023      | Novak Djoković (8) | Srbsko             |
| 2024      | Jannik Sinner      | Itálie             |

| Pár roku | Pár roku                             | Pár roku |
| rok      | deblový pár                          |          |
| -------- | ------------------------------------ | -------- |
| 1975     | Brian Gottfried / Raúl Ramírez       |          |
| 1976     | Brian Gottfried / Raúl Ramírez (2)   |          |
| 1977     | Bob Hewitt / Frew McMillan           |          |
| 1978     | Bob Hewitt / Frew McMillan           |          |
| 1979     | Peter Fleming / John McEnroe         |          |
| 1980     | Bob Lutz / Stan Smith                |          |
| 1981     | Peter Fleming / John McEnroe (2)     |          |
| 1982     | Sherwood Stewart / Ferdi Taygan      |          |
| 1983     | Peter Fleming / John McEnroe (3)     |          |
| 1984     | Peter Fleming / John McEnroe (4)     |          |
| 1985     | Ken Flach / Robert Seguso            |          |
| 1986     | Hans Gildemeister / Andrés Gómez     |          |
| 1987     | Stefan Edberg / Anders Järryd        |          |
| 1988     | Rick Leach / Jim Pugh                |          |
| 1989     | Rick Leach / Jim Pugh (2)            |          |
| 1990     | Pieter Aldrich / Danie Visser        |          |
| 1991     | John Fitzgerald / Anders Järryd      |          |
| 1992     | Todd Woodbridge / Mark Woodforde     |          |
| 1993     | Grant Connell / Patrick Galbraith    |          |
| 1994     | Jacco Eltingh / Paul Haarhuis        |          |
| 1995     | Todd Woodbridge / Mark Woodforde (2) |          |
| 1996     | Todd Woodbridge / Mark Woodforde (3) |          |
| 1997     | Todd Woodbridge / Mark Woodforde (4) |          |
| 1998     | Jacco Eltingh / Paul Haarhuis (2)    |          |
| 1999     | Leander Paes / Maheš Bhúpatí         |          |
| 2000     | Todd Woodbridge / Mark Woodforde (5) |          |
| 2001     | Jonas Björkman / Todd Woodbridge     |          |
| 2002     | Mark Knowles / Daniel Nestor         |          |
| 2003     | Bob Bryan / Mike Bryan               |          |
| 2004     | Mark Knowles / Daniel Nestor (2)     |          |
| 2005     | Bob Bryan / Mike Bryan (2)           |          |
| 2006     | Bob Bryan / Mike Bryan (3)           |          |
| 2007     | Bob Bryan / Mike Bryan (4)           |          |
| 2008     | Nenad Zimonjić / Daniel Nestor (3)   |          |
| 2009     | Bob Bryan / Mike Bryan (5)           |          |
| 2010     | Bob Bryan / Mike Bryan (6)           |          |
| 2011     | Bob Bryan / Mike Bryan (7)           |          |
| 2012     | Bob Bryan / Mike Bryan (8)           |          |
| 2013     | Bob Bryan / Mike Bryan (9)           |          |
| 2014     | Bob Bryan / Mike Bryan (10)          |          |
| 2015     | Jean-Julien Rojer / Horia Tecău      |          |
| 2016     | Jamie Murray / Bruno Soares          |          |
| 2017     | Łukasz Kubot / Marcelo Melo          |          |
| 2018     | Oliver Marach / Mate Pavić           |          |
| 2019     | Juan Sebastián Cabal / Robert Farah  |          |
| 2020     | Mate Pavić / Bruno Soares            |          |
| 2021     | Nikola Mektić / Mate Pavić           |          |
| 2022     | Wesley Koolhof / Neal Skupski        |          |
| 2023     | Ivan Dodig / Austin Krajicek         |          |
| 2024     | Marcelo Arévalo / Mate Pavić         |          |

## Hráč s největším zlepšením a nováček roku
- Hráč s největším zlepšením je volen aktivními tenisty z nominovaných. Cena je určena pro tenistu s výrazným žebříčkovým
posunem během sezóny, jímž prokázal zlepšení hry.[2]
- Nováček roku je volen aktivními tenisty na okruhu, jak tomu bylo i do sezóny 2012. Cena náleží hráči ve věkové kategorii do 21 let, který během sezóny pronikl do první světové stovky žebříčku ATP a výrazně na sebe upozornil kvalitou hry. V letech 2013–2017 nesla kategorie název Hvězda zítřka a cena připadla nejmladšímu hráči v elitní stovce žebříčku.[2]

| Hráč s největším zlepšením | Hráč s největším zlepšením | Hráč s největším zlepšením |
| Rok                        | tenista                    | stát                       |
| -------------------------- | -------------------------- | -------------------------- |
| 1973                       | Vidžaj Amritraž            | Indie                      |
| 1974                       | Guillermo Vilas            | Argentina                  |
| 1975                       | Vitas Gerulaitis           | Spojené státy              |
| 1976                       | Wojciech Fibak             | Polsko                     |
| 1977                       | Brian Gottfried            | Spojené státy              |
| 1978                       | John McEnroe               | Spojené státy              |
| 1979                       | Víctor Pecci               | Paraguay                   |
| 1980                       | cena neudělena             | cena neudělena             |
| 1981                       | Ivan Lendl                 | Československo             |
| 1982                       | Peter McNamara             | Austrálie                  |
| 1983                       | Jimmy Arias                | Spojené státy              |
| 1984                       | cena neudělena             | cena neudělena             |
| 1985                       | Boris Becker               | Západní Německo            |
| 1986                       | Mikael Pernfors            | Švédsko                    |
| 1987                       | Peter Lundgren             | Švédsko                    |
| 1988                       | Andre Agassi               | Spojené státy              |
| 1989                       | Michael Chang              | Spojené státy              |
| 1990                       | Pete Sampras               | Spojené státy              |
| 1991                       | Jim Courier                | Spojené státy              |
| 1992                       | Henrik Holm                | Švédsko                    |
| 1993                       | Todd Martin                | Spojené státy              |
| 1994                       | Jevgenij Kafelnikov        | Rusko                      |
| 1995                       | Thomas Enqvist             | Švédsko                    |
| 1996                       | Tim Henman                 | Spojené království         |
| 1997                       | Patrick Rafter             | Austrálie                  |
| 1998                       | Andre Agassi (2)           | Spojené státy              |
| 1999                       | Nicolás Lapentti           | Ekvádor                    |
| 2000                       | Marat Safin                | Rusko                      |
| 2001                       | Goran Ivanišević           | Chorvatsko                 |
| 2002                       | Paradorn Srichaphan        | Thajsko                    |
| 2003                       | Rainer Schüttler           | Německo                    |
| 2004                       | Joachim Johansson          | Švédsko                    |
| 2005                       | Rafael Nadal               | Španělsko                  |
| 2006                       | Novak Djoković             | Srbsko                     |
| 2007                       | Novak Djoković (2)         | Srbsko                     |
| 2008                       | Jo-Wilfried Tsonga         | Francie                    |
| 2009                       | John Isner                 | Spojené státy              |
| 2010                       | Andrej Golubjev            | Kazachstán                 |
| 2011                       | Alex Bogomolov             | Spojené státy              |
| 2012                       | Marinko Matosevic          | Austrálie                  |
| 2013                       | Pablo Carreño Busta        | Španělsko                  |
| 2014                       | Roberto Bautista Agut      | Španělsko                  |
| 2015                       | Čong Hjon                  | Jižní Korea                |
| 2016                       | Lucas Pouille              | Francie                    |
| 2017                       | Denis Shapovalov           | Kanada                     |
| 2018                       | Stefanos Tsitsipas         | Řecko                      |
| 2019                       | Matteo Berrettini          | Itálie                     |
| 2020                       | Andrej Rubljov             | Rusko                      |
| 2021                       | Aslan Karacev              | Rusko                      |
| 2022                       | Carlos Alcaraz             | Španělsko                  |
| 2023                       | Jannik Sinner              | Itálie                     |
| 2024                       | Giovanni Mpetshi Perricard | Francie                    |

| Nováček roku  | Nováček roku        | Nováček roku  |
| Rok           | tenista             | stát          |
| ------------- | ------------------- | ------------- |
| 1975          | Vitas Gerulaitis    | Spojené státy |
| 1976          | Wojciech Fibak      | Polsko        |
| 1977          | Tim Gullikson       | Spojené státy |
| 1978          | John McEnroe        | Spojené státy |
| 1979          | Vincent Van Patten  | Spojené státy |
| 1980          | Mel Purcell         | Spojené státy |
| 1981          | Tim Mayotte         | Spojené státy |
| 1982          | Chip Hooper         | Spojené státy |
| 1983          | Scott Davis         | Spojené státy |
| 1984          | Bob Green           | Spojené státy |
| 1985          | Jaime Yzaga         | Peru          |
| 1986          | Ulf Stenlund        | Švédsko       |
| 1987          | Richey Reneberg     | Spojené státy |
| 1988          | Michael Chang       | Spojené státy |
| 1989          | Sergi Bruguera      | Španělsko     |
| 1990          | Fabrice Santoro     | Francie       |
| 1991          | Byron Black         | Zimbabwe      |
| 1992          | Andrij Medveděv     | Ukrajina      |
| 1993          | Patrick Rafter      | Austrálie     |
| 1994          | Albert Costa        | Španělsko     |
| 1995          | Mark Philippoussis  | Austrálie     |
| 1996          | Dominik Hrbatý      | Slovensko     |
| 1997          | Julián Alonso       | Španělsko     |
| 1998          | Marat Safin         | Rusko         |
| 1999          | Juan Carlos Ferrero | Španělsko     |
| 2000          | Olivier Rochus      | Belgie        |
| 2001          | Andy Roddick        | Spojené státy |
| 2002          | Paul-Henri Mathieu  | Francie       |
| 2003          | Rafael Nadal        | Španělsko     |
| 2004          | Florian Mayer       | Německo       |
| 2005          | Gaël Monfils        | Francie       |
| 2006          | Benjamin Becker     | Německo       |
| 2007          | Jo-Wilfried Tsonga  | Francie       |
| 2008          | Kei Nišikori        | Japonsko      |
| 2009          | Horacio Zeballos    | Argentina     |
| 2010          | Tobias Kamke        | Německo       |
| 2011          | Milos Raonic        | Kanada        |
| 2012          | Martin Kližan       | Slovensko     |
| Hvězda zítřka |                     |               |
| 2013          | Jiří Veselý         | Česko         |
| 2014          | Borna Ćorić         | Chorvatsko    |
| 2015          | Alexander Zverev    | Německo       |
| 2016          | Taylor Fritz        | Spojené státy |
| 2017          | Denis Shapovalov    | Kanada        |
| Nováček roku  |                     |               |
| 2018          | Alex de Minaur      | Austrálie     |
| 2019          | Jannik Sinner       | Itálie        |
| 2020          | Carlos Alcaraz      | Španělsko     |
| 2021          | Jenson Brooksby     | Spojené státy |
| 2022          | Holger Rune         | Dánsko        |
| 2023          | Arthur Fils         | Francie       |
| 2024          | Jakub Menšík        | Česko         |

## Návrat roku a trenérské ceny
- Návrat roku – oceněný hráč je vybírán aktivními tenisty z nominovaných. Cena je určena pro tenistu, který se po vážném zranění vrátil mezi čelní hráče žebříčku ATP.[2]
- Trenér roku je nominován a volen kouči hráčů pohybujících se na okruzích ATP. Cena je určena pro trenéra, jenž v dané sezóně pomohl tenistovi k výraznému kvalitativnímu posunu hry.[2]
- Kariérní trenérská cena Tima Gulliksona je určena pro kouče zvoleného dalšími trenéry na okruhu. Cenu získává za inspirativní chování pro nastupující generaci hráčů a za příklad pro profesní růst dalších trenérů.[3]

| Návrat roku | Návrat roku               | Návrat roku        |
| Rok         | tenista                   | stát               |
| ----------- | ------------------------- | ------------------ |
| 1979        | Arthur Ashe               | Spojené státy      |
| 1980        | cena neudělena            | cena neudělena     |
| 1981        | Bob Lutz                  | Spojené státy      |
| 1982        | Jeff Borowiak             | Spojené státy      |
| 1983        | Butch Walts               | Spojené státy      |
| 1984        | cena neudělena            | cena neudělena     |
| 1985        | cena neudělena            | cena neudělena     |
| 1986        | cena neudělena            | cena neudělena     |
| 1987        | cena neudělena            | cena neudělena     |
| 1988        | cena neudělena            | cena neudělena     |
| 1989        | Goran Prpić               | Jugoslávie         |
| 1990        | Thomas Muster             | Rakousko           |
| 1991        | Jimmy Connors             | Spojené státy      |
| 1992        | Henri Leconte             | Francie            |
| 1993        | Mikael Pernfors           | Švédsko            |
| 1994        | Guy Forget                | Francie            |
| 1995        | Derrick Rostagno          | Spojené státy      |
| 1996        | Stéphane Simian           | Francie            |
| 1997        | Sergi Bruguera            | Španělsko          |
| 1998        | Júnis Al Ajnáví           | Maroko             |
| 1999        | Chris Woodruff            | Spojené státy      |
| 2000        | Sergi Bruguera (2)        | Španělsko          |
| 2001        | Guillermo Cañas           | Argentina          |
| 2002        | Richard Krajicek          | Nizozemsko         |
| 2003        | Mark Philippoussis        | Austrálie          |
| 2004        | Tommy Haas                | Německo            |
| 2005        | James Blake               | Spojené státy      |
| 2006        | Mardy Fish                | Spojené státy      |
| 2007        | Igor Andrejev             | Rusko              |
| 2008        | Rainer Schüttler          | Německo            |
| 2009        | Marco Chiudinelli         | Švýcarsko          |
| 2010        | Robin Haase               | Nizozemsko         |
| 2011        | Juan Martín del Potro     | Argentina          |
| 2012        | Tommy Haas (2)            | Německo            |
| 2013        | Rafael Nadal              | Španělsko          |
| 2014        | David Goffin              | Belgie             |
| 2015        | Benoît Paire              | Francie            |
| 2016        | Juan Martín del Potro (2) | Argentina          |
| 2017        | Roger Federer             | Švýcarsko          |
| 2018        | Novak Djoković            | Srbsko             |
| 2019        | Andy Murray               | Spojené království |
| 2020        | Vasek Pospisil            | Kanada             |
| 2021        | Mackenzie McDonald        | Spojené státy      |
| 2022        | Borna Ćorić               | Chorvatsko         |
| 2023        | Jan-Lennard Struff        | Německo            |
| 2024        | Matteo Berrettini         | Itálie             |

| Trenér roku                             | Trenér roku                   | Trenér roku     |
| Rok                                     | trenér                        | tenista         |
| --------------------------------------- | ----------------------------- | --------------- |
| 2016                                    | Magnus Norman                 | Stan Wawrinka   |
| 2017                                    | Neville Godwin                | Kevin Anderson  |
| 2018                                    | Marián Vajda                  | Novak Djoković  |
| 2019                                    | Gilles Cervara                | Daniil Medveděv |
| 2020                                    | Fernando Vicente              | Andrej Rubljov  |
| 2021                                    | Facundo Lugones               | Cameron Norrie  |
| 2022                                    | Juan Carlos Ferrero           | Carlos Alcaraz  |
| 2023                                    | Darren Cahill Simone Vagnozzi | Jannik Sinner   |
| 2024                                    | Michael Russell               | Taylor Fritz    |
| Kariérní trenérská cena Tima Gulliksona |                               |                 |
| Rok                                     | trenér                        | stát            |
| 2019                                    | Tony Roche                    | Austrálie       |
| 2020                                    | Bob Brett                     | Austrálie       |
| 2021                                    | cena neudělena                | cena neudělena  |
| 2022                                    | cena neudělena                | cena neudělena  |
| 2023                                    | José Higueras                 | Španělsko       |
|                                         |                               |                 |

## Cena Stefana Edberga a Humanitář roku – cena Arthura Ashe
- Cenu Stefana Edberga za sportovní chování získává hráč volený aktivními tenisty z nominovaných. Cena je určena pro tenistu, který v sezóně projevil vysokou míru profesionality a osobní integrity, se soupeři soutěžil v duchu fair play a propagoval tenis i mimo dvorec. V roce 1996 získala název po švédském pětinásobném držiteli ocenění Stefanu Edbergovi.[2]
- Humanitář roku – Cena Arthura Ashe za lidský čin je ocenění udělované Asociací tenisových profesionálů. Držitelem nemusí být výhradně tenista ale především osoba, která vykonala záslužný čin na poli humanity.[2]

| Cena za sportovní chování                 | Cena za sportovní chování | Cena za sportovní chování |
| Rok                                       | hráč                      | stát                      |
| ----------------------------------------- | ------------------------- | ------------------------- |
| 1977                                      | Arthur Ashe               | Spojené státy             |
| 1978                                      | cena neudělena            | cena neudělena            |
| 1979                                      | Stan Smith                | Spojené státy             |
| 1980                                      | Jaime Fillol              | Chile                     |
| 1981                                      | José Luis Clerc           | Argentina                 |
| 1982                                      | Steve Denton              | Spojené státy             |
| 1983                                      | José Higueras             | Španělsko                 |
| 1984                                      | Brian Gottfried           | Spojené státy             |
| 1985                                      | Mats Wilander             | Švédsko                   |
| 1986                                      | Yannick Noah              | Francie                   |
| 1987                                      | Miloslav Mečíř            | Československo            |
| 1988                                      | Stefan Edberg             | Švédsko                   |
| 1989                                      | Stefan Edberg (2)         | Švédsko                   |
| 1990                                      | Stefan Edberg (3)         | Švédsko                   |
| 1991                                      | John Fitzgerald           | Austrálie                 |
| 1992                                      | Stefan Edberg (4)         | Švédsko                   |
| 1993                                      | Todd Martin               | Spojené státy             |
| 1994                                      | Todd Martin (2)           | Spojené státy             |
| 1995                                      | Stefan Edberg (5)         | Švédsko                   |
| Cena Stefana Edberga za sportovní chování |                           |                           |
| 1996                                      | Àlex Corretja             | Španělsko                 |
| 1997                                      | Patrick Rafter            | Austrálie                 |
| 1998                                      | Àlex Corretja (2)         | Španělsko                 |
| 1999                                      | Patrick Rafter (2)        | Austrálie                 |
| 2000                                      | Patrick Rafter (3)        | Austrálie                 |
| 2001                                      | Patrick Rafter (4)        | Austrálie                 |
| 2002                                      | Paradorn Srichaphan       | Thajsko                   |
| 2003                                      | Paradorn Srichaphan (2)   | Thajsko                   |
| 2004                                      | Roger Federer             | Švýcarsko                 |
| 2005                                      | Roger Federer (2)         | Švýcarsko                 |
| 2006                                      | Roger Federer (3)         | Švýcarsko                 |
| 2007                                      | Roger Federer (4)         | Švýcarsko                 |
| 2008                                      | Roger Federer (5)         | Švýcarsko                 |
| 2009                                      | Roger Federer (6)         | Švýcarsko                 |
| 2010                                      | Rafael Nadal              | Španělsko                 |
| 2011                                      | Roger Federer (7)         | Švýcarsko                 |
| 2012                                      | Roger Federer (8)         | Švýcarsko                 |
| 2013                                      | Roger Federer (9)         | Švýcarsko                 |
| 2014                                      | Roger Federer (10)        | Švýcarsko                 |
| 2015                                      | Roger Federer (11)        | Švýcarsko                 |
| 2016                                      | Roger Federer (12)        | Švýcarsko                 |
| 2017                                      | Roger Federer (13)        | Švýcarsko                 |
| 2018                                      | Rafael Nadal (2)          | Španělsko                 |
| 2019                                      | Rafael Nadal (3)          | Španělsko                 |
| 2020                                      | Rafael Nadal (4)          | Španělsko                 |
| 2021                                      | Rafael Nadal (5)          | Španělsko                 |
| 2022                                      | Casper Ruud               | Norsko                    |
| 2023                                      | Carlos Alcaraz            | Španělsko                 |
| 2024                                      | Grigor Dimitrov           | Bulharsko                 |

| Humanitář roku – Cena Arthura Ashe za lidský čin | Humanitář roku – Cena Arthura Ashe za lidský čin | Humanitář roku – Cena Arthura Ashe za lidský čin |
| Rok                                              | osobnost                                         | stát                                             |
| ------------------------------------------------ | ------------------------------------------------ | ------------------------------------------------ |
| 1983                                             | John McEnroe                                     | Spojené státy                                    |
| 1984                                             | Alan King                                        | Spojené státy                                    |
| 1985                                             | Stan Smith Margie Smithová                       | Spojené státy                                    |
| 1986                                             | Kay McEnroeová                                   | Spojené státy                                    |
| 1987                                             | Rob Finkelstein                                  | Spojené státy                                    |
| 1988                                             | cena neudělena                                   | cena neudělena                                   |
| 1989                                             | cena neudělena                                   | cena neudělena                                   |
| 1990                                             | Marie-Claire Noahová                             | Francie                                          |
| 1991                                             | John O'Shea                                      | Irsko                                            |
| 1992                                             | Arthur Ashe                                      | Spojené státy                                    |
| 1993                                             | Orville Brown                                    | Spojené státy                                    |
| 1994                                             | Paul McNamee                                     | Austrálie                                        |
| 1995                                             | Andre Agassi                                     | Spojené státy                                    |
| 1996                                             | Paul Flory                                       | Spojené státy                                    |
| 1997                                             | Nelson Mandela                                   | Jižní Afrika                                     |
| 1998                                             | Patrick Rafter                                   | Austrálie                                        |
| 1999                                             | Mac Winker                                       | Spojené státy                                    |
| 2000                                             | Richard Krajicek                                 | Nizozemsko                                       |
| 2001                                             | Andre Agassi (2)                                 | Spojené státy                                    |
| 2002                                             | Amir Hadad Ajsám Kúreší                          | Izrael Pákistán                                  |
| 2003                                             | Gustavo Kuerten                                  | Brazílie                                         |
| 2004                                             | Andy Roddick                                     | Spojené státy                                    |
| 2005                                             | Carlos Moyà                                      | Španělsko                                        |
| 2006                                             | Roger Federer                                    | Švýcarsko                                        |
| 2007                                             | Ivan Ljubičić                                    | Chorvatsko                                       |
| 2008                                             | James Blake                                      | Spojené státy                                    |
| 2009                                             | MaliVai Washington                               | Spojené státy                                    |
| 2010                                             | Rohan Bopanna Ajsám Kúreší (2)                   | Indie Pákistán                                   |
| 2011                                             | Rafael Nadal                                     | Španělsko                                        |
| 2012                                             | Novak Djoković                                   | Srbsko                                           |
| 2013                                             | Roger Federer (2)                                | Švýcarsko                                        |
| 2014                                             | Andy Murray                                      | Spojené království                               |
| 2015                                             | Bob Bryan Mike Bryan                             | Spojené státy                                    |
| 2016                                             | Marin Čilić                                      | Chorvatsko                                       |
| 2017                                             | Horia Tecău                                      | Rumunsko                                         |
| 2018                                             | Tommy Robredo                                    | Španělsko                                        |
| 2019                                             | Kevin Anderson                                   | Jižní Afrika                                     |
| 2020                                             | Frances Tiafoe                                   | Spojené státy                                    |
| 2021                                             | Marcus Daniell                                   | Nový Zéland                                      |
| 2022                                             | Andy Murray (2)                                  | Spojené království                               |
| 2023                                             | Félix Auger-Aliassime                            | Kanada                                           |
| 2024                                             | Dominic Thiem                                    | Rakousko                                         |

## Ceny fanoušků na ATPTour.com
- Nejoblíbenější hráč fanoušků je vybírán fanoušky online z 25 nejvýše postavených singlistů žebříčku ATP Race po skončení US Open.[2]
- Nejoblíbenější pár fanoušků je volen fanoušky online z 15 nejvýše postavených párů žebříčku ATP Race po skončení US Open.[2]

| Nejoblíbenější hráč fanoušků | Nejoblíbenější hráč fanoušků | Nejoblíbenější hráč fanoušků |
| Rok                          | tenista                      | stát                         |
| ---------------------------- | ---------------------------- | ---------------------------- |
| 2000                         | Gustavo Kuerten              | Brazílie                     |
| 2001                         | Marat Safin                  | Rusko                        |
| 2002                         | Marat Safin (2)              | Rusko                        |
| 2003                         | Roger Federer                | Švýcarsko                    |
| 2004                         | Roger Federer (2)            | Švýcarsko                    |
| 2005                         | Roger Federer (3)            | Švýcarsko                    |
| 2006                         | Roger Federer (4)            | Švýcarsko                    |
| 2007                         | Roger Federer (5)            | Švýcarsko                    |
| 2008                         | Roger Federer (6)            | Švýcarsko                    |
| 2009                         | Roger Federer (7)            | Švýcarsko                    |
| 2010                         | Roger Federer (8)            | Švýcarsko                    |
| 2011                         | Roger Federer (9)            | Švýcarsko                    |
| 2012                         | Roger Federer (10)           | Švýcarsko                    |
| 2013                         | Roger Federer (11)           | Švýcarsko                    |
| 2014                         | Roger Federer (12)           | Švýcarsko                    |
| 2015                         | Roger Federer (13)           | Švýcarsko                    |
| 2016                         | Roger Federer (14)           | Švýcarsko                    |
| 2017                         | Roger Federer (15)           | Švýcarsko                    |
| 2018                         | Roger Federer (16)           | Švýcarsko                    |
| 2019                         | Roger Federer (17)           | Švýcarsko                    |
| 2019                         | Roger Federer (18)           | Švýcarsko                    |
| 2020                         | Roger Federer (18)           | Švýcarsko                    |
| 2021                         | Roger Federer (19)           | Švýcarsko                    |
| 2022                         | Rafael Nadal                 | Španělsko                    |
| 2023                         | Jannik Sinner                | Itálie                       |
| 2024                         | Jannik Sinner (2)            | Itálie                       |

| Nejoblíbenější pár fanoušků | Nejoblíbenější pár fanoušků           | Nejoblíbenější pár fanoušků |
| Rok                         | deblový pár                           |                             |
| --------------------------- | ------------------------------------- | --------------------------- |
| 2005                        | Bob Bryan / Mike Bryan                |                             |
| 2006                        | Bob Bryan / Mike Bryan (2)            |                             |
| 2007                        | Bob Bryan / Mike Bryan (3)            |                             |
| 2008                        | Bob Bryan / Mike Bryan (4)            |                             |
| 2009                        | Bob Bryan / Mike Bryan (5)            |                             |
| 2010                        | Bob Bryan / Mike Bryan (6)            |                             |
| 2011                        | Bob Bryan / Mike Bryan (7)            |                             |
| 2012                        | Bob Bryan / Mike Bryan (8)            |                             |
| 2013                        | Bob Bryan / Mike Bryan (9)            |                             |
| 2014                        | Bob Bryan / Mike Bryan (10)           |                             |
| 2015                        | Bob Bryan / Mike Bryan (11)           |                             |
| 2016                        | Bob Bryan / Mike Bryan (12)           |                             |
| 2017                        | Bob Bryan / Mike Bryan (13)           |                             |
| 2018                        | Mike Bryan / Jack Sock                |                             |
| 2019                        | Bob Bryan / Mike Bryan (14)           |                             |
| 2020                        | Jamie Murray / Neal Skupski           |                             |
| 2021                        | Pierre-Hugues Herbert / Nicolas Mahut |                             |
| 2022                        | Thanasi Kokkinakis / Nick Kyrgios     |                             |
| 2023                        | Karen Chačanov / Andrej Rubljov       |                             |
| 2024                        | Simone Bolelli / Andrea Vavassori     |                             |

Vysvětlivky
1. 1 2  V důsledku invaze Ruska na Ukrajinu na konci února 2022 řídící organizace tenisu ATP, WTA a ITF s grandslamy 1. března téhož roku rozhodly, že ruští a běloruští tenisté mohou dále na okruzích startovat, ale do odvolání nikoli pod vlajkami Ruska a Běloruska.[4]

## Turnaj roku
- Turnaj roku je volen aktivními hráči v jednotlivých kategoriích okruhu ATP Tour a od roku 2014 také na challengerech. V každé kategorii vítězí turnaj, který podle hráčů projevil nejvyšší míru profesionality, integrity a zajistil jim kvalitní zázemí důležité pro navození přívětivé atmosféry.[2]

| Turnaj roku | Turnaj roku                           | Turnaj roku                           | Turnaj roku                           |
| Rok         | ATP Masters 1000                      | ATP Tour 500                          | ATP Tour 250                          |
| ----------- | ------------------------------------- | ------------------------------------- | ------------------------------------- |
| 1986        |                                       | Cincinnati                            | Stuttgart                             |
| 1987        | Stratton Mountain                     | Stuttgart                             |                                       |
| 1988        | Indianapolis                          | Stuttgart                             |                                       |
| 1989        | Indianapolis                          | Stuttgart                             |                                       |
| 1990        | Indianapolis                          | Memphis                               |                                       |
| 1991        | Indianapolis                          | Gstaad                                |                                       |
| 1992        | Indianapolis                          | Scottsdale                            |                                       |
| 1993        | Indianapolis                          | Scottsdale                            |                                       |
| 1994        | Indianapolis                          | Sun City                              |                                       |
| 1995        | Indianapolis                          | Tel Aviv                              |                                       |
| 1996        | Indianapolis                          | Gstaad                                |                                       |
| 1997        | Indianapolis                          | Kitzbühel                             |                                       |
| 1998        | Miami                                 | Dubaj                                 |                                       |
| 1999        | Miami                                 | Lyon a Scottsdale                     |                                       |
| 2000        | Miami                                 | Halle                                 |                                       |
| 2001        | Monte Carlo                           | Indianapolis                          | Šanghaj                               |
| 2002        | Miami                                 | Kitzbühel                             | Båstad                                |
| 2003        | Miami                                 | Dubaj                                 | Houston a Båstad                      |
| 2004        | Miami                                 | Dubaj                                 | Houston a Båstad                      |
| 2005        | Miami                                 | Dubaj                                 | Båstad                                |
| 2006        | Miami                                 | Dubaj                                 | Båstad                                |
| 2007        | Monte-Carlo                           | Acapulco                              | Båstad                                |
| 2008        | Miami                                 | Dubaj                                 | Båstad                                |
| 2009        | Šanghaj                               | Dubaj                                 | Båstad                                |
| 2010        | Šanghaj                               | Dubaj                                 | Båstad                                |
| 2011        | Šanghaj                               | Dubaj                                 | Båstad                                |
| 2012        | Šanghaj                               | Dubaj                                 | Båstad                                |
| 2013        | Šanghaj                               | Dubaj                                 | Queen's Club                          |
| 2014        | Indian Wells                          | Dubaj                                 | Queen's Club                          |
| 2015        | Indian Wells                          | Queen's Club                          | Dauhá a Petrohrad                     |
| 2016        | Indian Wells                          | Queen's Club                          | Stockholm a Winston-Salem             |
| 2017        | Indian Wells                          | Acapulco                              | Dauhá                                 |
| 2018        | Indian Wells                          | Queen's Club                          | Stockholm                             |
| 2019        | Indian Wells                          | Acapulco                              | Dauhá                                 |
| 2020        | cena neudělena pro pandemii covidu-19 | cena neudělena pro pandemii covidu-19 | cena neudělena pro pandemii covidu-19 |
| 2021        | Indian Wells                          | Vídeň                                 | Dauhá                                 |
| 2022        | Indian Wells                          | Queen's Club                          | Dauhá                                 |
| 2023        | Indian Wells                          | Queen's Club                          | Båstad                                |
| 2024        | Indian Wells                          | Queen's Club                          | Dauhá                                 |